# Jeziorna (Łódź)
Pour les articles homonymes, voir Jeziorna.
Jeziorna est une localité polonaise de la gmina de Galewice, située dans le powiat de Wieruszów en voïvodie de Łódź.